# İmamkullu, Tomarza
İmamkullu là một xã thuộc huyện Tomarza, tỉnh Kayseri, Thổ Nhĩ Kỳ. Dân số thời điểm năm 2008 là 1.05 người.